# ダニエル・ウィレムス
ダニエル・ウィレムス（Daniel Willems、1956年8月16日 - 2016年9月2日）は、ベルギー、へレンタルス出身の元自転車競技（ロードレース）選手。

## 来歴
1976年
- ベルギー軍隊選手権 個人ロードレース　優勝

1977年
- ベルギー アマチュア選手権　個人ロードレース　優勝

1978年、プロ転向。
- カンピウンスハップ・ファン・フラーンデレン　優勝
- フロット・プライス・スタット・ゾテヘム　優勝

1979年
- ルント・ウム・デン・ヘニンガー＝トゥルム　優勝
- ツール・ド・ベルギー　総合優勝
- ダンケルク4日間レース　総合優勝
- ブラバントス・パイル　優勝
- スヘルデプライス　優勝
- リエージュ〜バストーニュ〜リエージュ　3位
- ロンド・ファン・フラーンデレン　3位

1980年
- パリ〜ツール　優勝
- ブエルタ・ア・アンダルシア　総合優勝
- ブークル・ド・ロルヌ　優勝
- ツール・ド・ベルギー　総合2位

1981年
- フレッシュ・ワロンヌ　優勝
- クリテリウム・デ・アス　優勝
- ツール・ド・フランス　区間2勝（第11、第19）

1982年
- グランプリ エディ・メルクス　優勝
- デ・パンネ3日間　総合2位
- ツール・ド・フランス　総合7位、区間2勝（第3、第20）